# Орћуше
Орћуше (мкд. Орќуше) су насељено место у Северној Македонији, у северозападном делу државе. Орћуше припадају општини Маврово и Ростуша.

## Географски положај
Насеље Орћуше је смештено у северозападном делу Северне Македоније. Од најближег већег града, Гостивара, насеље је удаљено 12 km југозападно.
Орћуше се налазе у оквиру вишем делу Полога. Насеље је положено на источним падинама планине Враца, која се ка северу наставља на Шар-планину. Источно се тло спушта у Полошку котлину. Надморска висина насеља је приближно 890 метара.
Клима у насељу је оштра планинска.

## Становништво
По попису становништва из 2002. године Орћуше су имале 15 становника.
Претежно становништво у насељу су Албанци (100%). 
Већинска вероисповест у насељу је ислам.